# Aeropuerto de Málaga-Costa del Sol

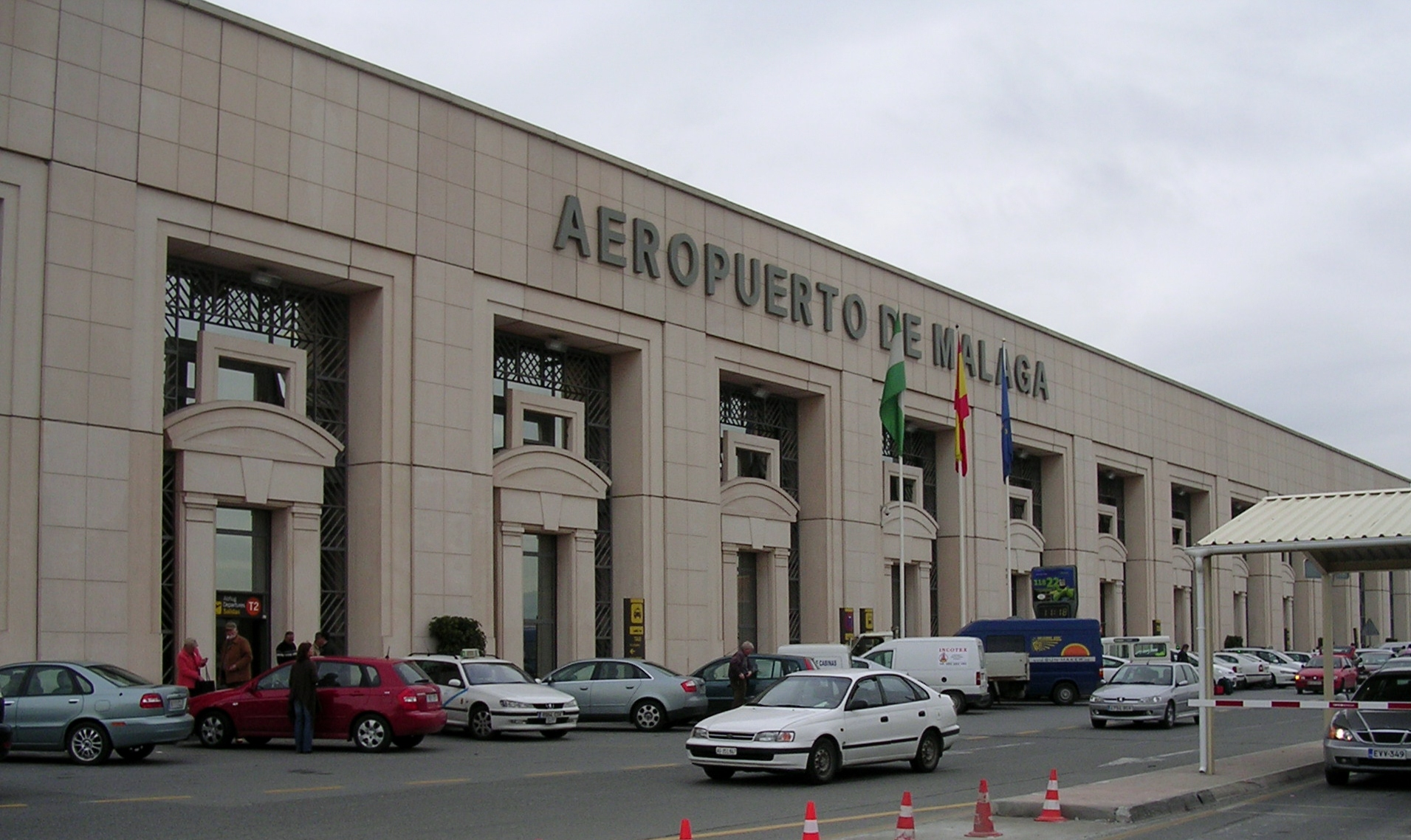
Luchthaven Malaga (terminal 2)

Luchthaven Málaga (Spaans: Aeropuerto de Málaga-Costa del Sol) is de belangrijkste luchthaven voor de Costa del Sol in Spanje. Het vliegveld is gelegen acht km ten zuidwesten van Málaga en vijf km ten noorden van Torremolinos. De luchthaven is de grootste van de vier internationale luchthavens van Andalusië. Vanaf hier vertrekken vluchten naar meer dan 60 landen. Het bedrijf verwerkte 13.590.803 passagiers in 2007 en 12.922.403 in 2013. De luchthaven wordt beheerd door het Spaanse staatsbedrijf AENA.
Het vliegveld heeft twee startbanen.
Er zijn drie passagiersterminals. De derde terminal werd in 2009 geopend. Een tweede startbaan ligt er sinds 2012.